# Xir Ghazi
Xir Ghazi fou un possible kan de Bukharà, net d'Abu l-Faiz Muhammad Khan (+1747). Probablement és el mateix personatge que el kan Abu l-Ghazi Khan. Hauria estat proclamat el 1758 al pujar al poder Daniyal Biy però com a kan cerimonial sense cap poder poder polític.
Pels fets del seu regnat vegeu Daniyal Biy.